# Dragosava
Dragosava este un sat din comuna Berane, Muntenegru. Conform datelor de la recensământul din 2003, localitatea are 171 de locuitori (la recensământul din 1991 erau 240 de locuitori).

## Demografie
În satul Dragosava locuiesc 135 de persoane adulte, iar vârsta medie a populației este de 40,0 de ani (38,8 la bărbați și 41,6 la femei). În localitate sunt 56 de gospodării, iar numărul mediu de membri în gospodărie este de 3,05.
|  |

| Demografie | Demografie | Demografie |
| An         | Locuitori  | Locuitori  |
| ---------- | ---------- | ---------- |
|            |            |            |
|            |            |            |
|            |            |            |
|            |            |            |
| 1948       | 284        |            |
| 1953       | 324        |            |
| 1961       | 295        |            |
| 1971       | 197        |            |
| 1981       | 250        |            |
| 1991       | 240        | 240        |
| 2003       | 173        | 171        |

| \| Componența etnică conform recensământului din 2003[2] \| Componența etnică conform recensământului din 2003[2] \| Componența etnică conform recensământului din 2003[2] \| Componența etnică conform recensământului din 2003[2] \| Componența etnică conform recensământului din 2003[2] \| \| ----------------------------------------------------- \| ----------------------------------------------------- \| ----------------------------------------------------- \| ----------------------------------------------------- \| ----------------------------------------------------- \| \| \| \| \| \| \| \| Sârbi \| Sârbi \| \| 103 \| 60,23% \| \| Muntenegreni \| Muntenegreni \| \| 40 \| 23,39% \| \| Iugoslavi \| Iugoslavi \| \| 1 \| 0,58% \| \| necunoscută \| necunoscută \| \| 0 \| 0% \| |              |  |     |        |
| Componența etnică conform recensământului din 2003 |              |  |     |        |
| |              |  |     |        |
| Sârbi | Sârbi        |  | 103 | 60,23% |
| Muntenegreni | Muntenegreni |  | 40  | 23,39% |
| Iugoslavi | Iugoslavi    |  | 1   | 0,58%  |
| necunoscută | necunoscută  |  | 0   | 0%     |